# Copa da UEFA de 1992–93
Liga Europa da UEFA de 1992–1993 foi a 22ª edição da Copa da UEFA, vencida pelo Juventus F.C. da Itália em vitória sobre o Borussia Dortmund por 6-1. A maior goleada da competição foi registada quando o Eintracht Frankfurt venceu o Widzew Łódź por 9–0.

## Primeira fase
| Equipe 1              | Total  | Equipe 2              | 1.º jogo | 2.º jogo |
| --------------------- | ------ | --------------------- | -------- | -------- |
| Köln                  | 2–3    | Celtic                | 2–0      | 0–3      |
| Dynamo Moscow         | 5–3    | Rosenborg BK          | 5–1      | 0–2      |
| Electroputere Craiova | 0–10   | Panathinaikos         | 0–6      | 0–4      |
| Dynamo Kyiv           | (a)3–3 | Rapid Wien            | 1–0      | 2–3      |
| FC Copenhagen         | 10–1   | MP                    | 5–0      | 5–1      |
| Wacker Innsbruck      | 1–5    | Roma                  | 1–4      | 0–1      |
| Politehnica Timişoara | 1–5    | Real Madrid           | 1–1      | 0–4      |
| Fenerbahçe            | 5–3    | Botev Plovdiv         | 3–1      | 2–2      |
| Floriana              | 2–8    | Borussia Dortmund     | 0–1      | 2–7      |
| GKS Katowice          | 1–2    | Galatasaray           | 0–0      | 1–2      |
| Grasshopper           | 4–3    | Sporting CP           | 1–2      | 3–1(aet) |
| Hibernian             | 3–3(a) | Anderlecht            | 2–2      | 1–1      |
| IFK Norrköping        | 1–3    | Torino                | 1–0      | 0–3      |
| Juventus              | 10–1   | Anorthosis Famagusta  | 6–1      | 4–0      |
| Fram Reykjavík        | 0–7    | Kaiserslautern        | 0–3      | 0–4      |
| Manchester United     | 0–0(p) | Torpedo Moscow        | 0–0      | 0–0      |
| Neuchâtel Xamax       | 3–6    | BK Frem               | 2–2      | 1–4      |
| Paris Saint-Germain   | 5–0    | PAOK                  | 2–0      | 3–0      |
| Lokomotiv Plovdiv     | 3–9    | AJ Auxerre            | 2–2      | 1–7      |
| Casino Salzburg       | 1–6    | Ajax                  | 0–3      | 1–3      |
| Sheffield Wednesday   | 10–2   | Spora Luxembourg      | 8–1      | 2–1      |
| Sigma Olomouc         | 3–1    | Universitatea Craiova | 1–0      | 2–1      |
| Slavia Prague         | 3–4    | Heart of Midlothian   | 1–0      | 2–4      |
| Benfica               | 8–0    | Belvedur Izola        | 3–0      | 5–0      |
| Caen                  | 3–4    | Real Zaragoza         | 3–2      | 0–2      |
| Standard Liège        | 5–0    | Portadown             | 5–0      | 0–0      |
| Vác FC-Samsung        | 2–1    | Groningen             | 1–0      | 1–1      |
| Valencia              | 1–6    | Napoli                | 1–5      | 0–1      |
| Vitesse               | 5–1    | Derry City            | 3–0      | 2–1      |
| Vítoria SC            | 3–2    | Real Sociedad         | 3–0      | 0–2      |
| Widzew Łódź           | 2–11   | Eintracht Frankfurt   | 2–2      | 0–9      |
| KV Mechelen           | 2–1    | Örebro SK             | 2–1      | 0–0      |

## Segunda fase
| Equipe 1            | Total | Equipe 2            | 1.º jogo | 2.º jogo |
| ------------------- | ----- | ------------------- | -------- | -------- |
| Kaiserslautern      | 5–3   | Sheffield Wednesday | 3–1      | 2–2      |
| Roma                | 6–4   | Grasshopper         | 3–0      | 3–4      |
| AJ Auxerre          | 7–0   | FC Copenhagen       | 5–0      | 2–0      |
| BK Frem             | 1–6   | Real Zaragoza       | 0–1      | 1–5      |
| Borussia Dortmund   | 3–1   | Celtic              | 1–0      | 2–1      |
| Eintracht Frankfurt | 0–1   | Galatasaray         | 0–0      | 0–1      |
| Fenerbahçe          | 2–7   | Sigma Olomouc       | 1–0      | 1–7      |
| Heart of Midlothian | 0–2   | Standard Liège      | 0–1      | 0–1      |
| Panathinaikos       | 0–1   | Juventus            | 0–1      | 0–0      |
| Napoli              | 0–2   | Paris Saint-Germain | 0–2      | 0–0      |
| Anderlecht          | 7–2   | Dynamo Kyiv         | 4–2      | 3–0      |
| Real Madrid         | 7–5   | Torpedo Moscow      | 5–2      | 2–3      |
| Benfica             | 6–1   | Vác FC-Samsung      | 5–1      | 1–0      |
| Torino              | 1–2   | Dynamo Moscow       | 1–2      | 0–0      |
| Vitesse             | 2–0   | KV Mechelen         | 1–0      | 1–0      |
| Vítoria SC          | 1–5   | Ajax                | 0–3      | 1–2      |

## Terceira fase
| Equipe 1            | Total  | Equipe 2       | 1.º jogo | 2.º jogo |
| ------------------- | ------ | -------------- | -------- | -------- |
| Roma                | 5–4    | Galatasaray    | 3–1      | 2–3      |
| Ajax                | 3–0    | Kaiserslautern | 2–0      | 1–0      |
| Borussia Dortmund   | 4–3    | Real Zaragoza  | 3–1      | 1–2      |
| Dynamo Moscow       | 2–4    | Benfica        | 2–2      | 0–2      |
| Paris Saint-Germain | (a)1–1 | Anderlecht     | 0–0      | 1–1      |
| Sigma Olomouc       | 1–7    | Juventus       | 1–2      | 0–5      |
| Standard Liège      | 3–4    | AJ Auxerre     | 2–2      | 1–2      |
| Vitesse             | 0–2    | Real Madrid    | 0–1      | 0–1      |

## Quartas-de-final
| Equipe 1    | Total | Equipe 2            | 1.º jogo | 2.º jogo |
| ----------- | ----- | ------------------- | -------- | -------- |
| Roma        | 1–2   | Borussia Dortmund   | 1–0      | 0–2      |
| AJ Auxerre  | 4–3   | Ajax                | 4–2      | 0–1      |
| Real Madrid | 4–5   | Paris Saint-Germain | 3–1      | 1–4      |
| Benfica     | 2–4   | Juventus            | 2–1      | 0–3      |

## Semifinais
| Equipe 1          | Total  | Equipe 2            | 1.º jogo | 2.º jogo |
| ----------------- | ------ | ------------------- | -------- | -------- |
| Borussia Dortmund | (p)2-2 | AJ Auxerre          | 2–0      | 0–2      |
| Juventus          | 3–1    | Paris Saint-Germain | 2–1      | 1–0      |

## Final
| Equipe 1          | Total | Equipe 2 | 1.º jogo | 2.º jogo |
| ----------------- | ----- | -------- | -------- | -------- |
| Borussia Dortmund | 1-6   | Juventus | 1–3      | 0–3      |